# Trophée de Chicago
Le Trophée de Chicago est un tournoi de football professionnel, disputé pour la première fois en 2007. 
Ce tournoi a réuni pour sa première — et unique à ce jour — édition quatre clubs de nationalités différentes.

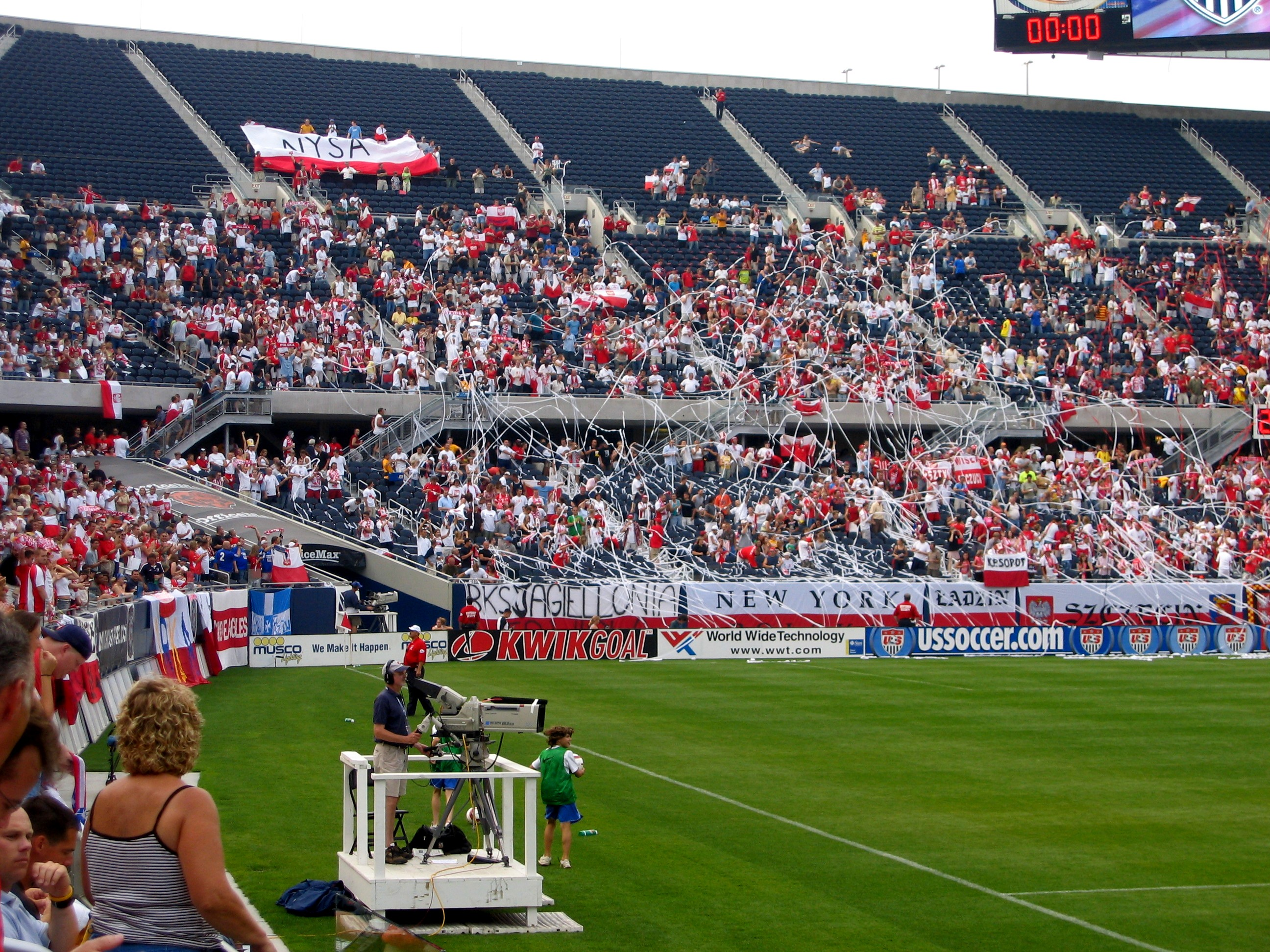
Supporters polonais au Soldier Field.

## Histoire
Le Trophée de Chicago a accueilli du 27 au 29 juillet le FC Séville (Espagne), le Wisła Cracovie (Pologne), la Reggina (Italie) et le Club Toluca (Mexique). Cette édition 2007 a vu le club polonais du Wisła Cracovie l'emporter, grâce à sa victoire finale face au FC Séville. 

## Format
À la manière de l'Emirates Cup ou du Tournoi d'Amsterdam, chaque équipe participe à deux rencontres. Trois points sont accordés en cas de victoire, un point en cas de match nul, et zéro en cas de défaite.

## Édition 2007

### 1erjour
| 27 juillet 2007 18:00 (UTC-6) | Reggina Calcio | 1-1 | Wisła Cracovie | Soldier Field, Chicago              |                                     |
|                               | Amoruso 7e     |     | Dudka 41e      | Spectateurs : 5 000 Arbitrage : ??? | Spectateurs : 5 000 Arbitrage : ??? |

| 27 juillet 2007 20:15 (UTC-6) | FC Séville | 1-0 | Club Toluca | Soldier Field, Chicago |
|                               | Poulsen    |     |             |                        |

### 2ejour
| 29 juillet 2007 15:00 (UTC-6) | Reggina Calcio | 0-2 | Club Toluca     | Soldier Field, Chicago                        |                                               |
|                               |                |     | Sánchez 11e 52e | Spectateurs : 5 000 Arbitrage : Bazakos Elias | Spectateurs : 5 000 Arbitrage : Bazakos Elias |

| 29 juillet 2007 17:15 (UTC-6) | FC Séville | 0-1 | Wisła Cracovie | Soldier Field, Chicago |
|                               |            |     | Niedzielan 62e |                        |

### Classement
|   | Équipe         | Pts | M | V | N | D | b.p. | b.c | diff |
| 1 | Wisła Cracovie | 4   | 2 | 1 | 1 | 0 | 2    | 1   | +1   |
| 2 | Club Toluca    | 3   | 2 | 1 | 0 | 1 | 2    | 1   | +1   |
| 3 | FC Séville     | 3   | 2 | 1 | 0 | 1 | 1    | 1   | 0    |
| 4 | Reggina Calcio | 1   | 2 | 0 | 1 | 1 | 1    | 3   | -2   |

## Édition 2008
Des éditions 2008 et 2009 étaient prévues. Cependant, il n'y a aucune nouvelle du tournoi depuis 2007.

## Palmarès
| Année | Vainqueur      |
| 2007  | Wisła Cracovie |